# 泗洲造纸作坊遗址
泗洲造纸作坊遗址位于浙江省杭州市富阳区高桥镇泗州村，是中国现已发现的年代最早、规模最大、工艺流程最全、拥有先进造纸工艺的古代造纸遗址，为研究宋代中国南方乃至世界造纸工艺的传承和历史研究提供了重要的实物资料。遗址东西长约145米，南北宽约125米，占地1.6万平方米，有劳作区和生活区，完整保留了造纸工艺线：摊晒场、沤料池、皮镬、灰浆池、抄纸房和焙纸房等；附属建筑有石砌的道路、排水沟、水井和灰坑等。2011年被评为第三次全国文物普查百大新发现，2013年列入第七批全国重点文物保护单位。